# Perchau am Sattel
Perchau am Sattel is een plaats en voormalige gemeente in de Oostenrijkse deelstaat Stiermarken. Het is een ortschaft van de gemeente Neumarkt in der Steiermark, die deel uitmaakt van het district Murau.
De gemeente Perchau am Sattel telde op 31 oktober 2013 302 inwoners. In 2015 ging ze, samen met Dürnstein in der Steiermark, Kulm am Zirbitz, Mariahof, Neumarkt in Steiermark, Sankt Marein bei Neumarkt en Zeutschach, op in de nieuwe gemeente Neumarkt in der Steiermark.     
Stadsgemeenten:
Murau ·
Oberwölz

Marktgemeenten:
Mühlen ·
Neumarkt in der Steiermark ·
Sankt Lambrecht ·
Sankt Peter am Kammersberg
Scheifling ·

Overige gemeenten:
Krakau ·
Niederwölz ·
Ranten ·
Sankt Georgen am Kreischberg ·
Schöder ·
Stadl-Predlitz ·
Teufenbach-Katsch
- Gemeinsame Normdatei: 7673351-8
- Virtual International Authority File: 242782046